# Ypthima kasmira
Ypthima kasmira är en fjärilsart som beskrevs av Moore 1884. Ypthima kasmira ingår i släktet Ypthima och familjen praktfjärilar. Inga underarter finns listade i Catalogue of Life.